# Orosz ötrubeles
Az 5 RUB vagy 5₽ értékű érme egyike az orosz rubel érméinek. Először 1992-ben verték, az akkor még a régi rubelnek, majd 1997-ben kezdték el újra. 2022. július 1-én az összes rubelérme 5%-át tették ki.

## Forgalmi érmék[2][3][4][5][6]
Az érmék elő- és hátoldalán lévő feliratok fajtáról-fajtára változtak.
| Képek  | Képek  | Paraméterek | Paraméterek | Paraméterek | Paraméterek             | Verés           | Státusz     |
| Előlap | Hátlap | Átmérő      | Tömeg       | Vastagság   | Kompozíció              | Verési évek     | Státusz     |
| ------ | ------ | ----------- | ----------- | ----------- | ----------------------- | --------------- | ----------- |
|        |        | 21,9 mm     | 4,1 g       | 1,75 mm     | Sárgaréz bevonatú acél  | 1992            | Bevonva     |
|        |        | 25 mm       | 6,45 g      | 1,8 mm      | Réz-nikkel bevonatú réz | 1997-1999       | Forgalomban |
|        |        | 25 mm       | 6,45 g      | 1,8 mm      | Réz-nikkel bevonatú réz | 2003, 2008-2009 | Forgalomban |
|        |        | 25 mm       | 6,45 g      | 1,8 mm      | Nikkel bevonatú acél    | 2009-2015       | Forgalomban |
|        |        | 25 mm       | 6 g         | 1,8 mm      | Nikkel bevonatú acél    | 2016-most       | Forgalomban |

## Forgalmi emlékérmék
Az ötrubelesnek jelenleg 51 forgalmi emlékváltozata van.

### 1812-es oroszországi hadjárat[7][8][9][10][11][12][13][14][15][16]
| Képek  | Képek                  | Paraméterek | Paraméterek | Paraméterek | Paraméterek          | Paraméterek       | Verés     | Verés      |
| Előlap | Hátlap                 | Átmérő      | Tömeg       | Vastagság   | Kompozíció           | Ábrázolás         | Verési év | Vert darab |
| ------ | ---------------------- | ----------- | ----------- | ----------- | -------------------- | ----------------- | --------- | ---------- |
|        |                        | 25 mm       | 6 g         | 1,8 mm      | Nikkel bevonatú acél | Szmolenszki csata | 2012      | 5,000,000  |
|        | Borogyinói csata       | 25 mm       | 6 g         | 1,8 mm      | Nikkel bevonatú acél |                   | 2012      | 5,000,000  |
|        | Tarutyinói csata       | 25 mm       | 6 g         | 1,8 mm      | Nikkel bevonatú acél |                   | 2012      | 5,000,000  |
|        | Malojaroszlaveci csata | 25 mm       | 6 g         | 1,8 mm      | Nikkel bevonatú acél |                   | 2012      | 5,000,000  |
|        | Vjazmai csata          | 25 mm       | 6 g         | 1,8 mm      | Nikkel bevonatú acél |                   | 2012      | 5,000,000  |
|        | Kraszniji csata        | 25 mm       | 6 g         | 1,8 mm      | Nikkel bevonatú acél |                   | 2012      | 5,000,000  |
|        | Berezinai csata        | 25 mm       | 6 g         | 1,8 mm      | Nikkel bevonatú acél |                   | 2012      | 5,000,000  |
|        | Kulmi csata            | 25 mm       | 6 g         | 1,8 mm      | Nikkel bevonatú acél |                   | 2012      | 5,000,000  |
|        | Lipcsei csata          | 25 mm       | 6 g         | 1,8 mm      | Nikkel bevonatú acél |                   | 2012      | 5,000,000  |
|        | Párizsi csata          | 25 mm       | 6 g         | 1,8 mm      | Nikkel bevonatú acél |                   | 2012      | 5,000,000  |

### AII. világháborúmegnyerésének 70. évfordulója[17][18][19][20][21][22][23][24][25][26][27][28][29][30][31][32][33][34]
| Képek  | Képek                        | Paraméterek | Paraméterek | Paraméterek | Paraméterek          | Paraméterek     | Verés     | Verés      |
| Előlap | Hátlap                       | Átmérő      | Tömeg       | Vastagság   | Kompozíció           | Ábrázolás       | Verési év | Vert darab |
| ------ | ---------------------------- | ----------- | ----------- | ----------- | -------------------- | --------------- | --------- | ---------- |
|        |                              | 25 mm       | 6 g         | 1,8 mm      | Nikkel bevonatú acél | Balti offenzíva | 2014      | 2,000,000  |
|        | Prágai offenzíva             | 25 mm       | 6 g         | 1,8 mm      | Nikkel bevonatú acél |                 | 2014      | 2,000,000  |
|        | Folytatólagos háború         | 25 mm       | 6 g         | 1,8 mm      | Nikkel bevonatú acél |                 | 2014      | 2,000,000  |
|        | Kelet-porosz offenzíva       | 25 mm       | 6 g         | 1,8 mm      | Nikkel bevonatú acél |                 | 2014      | 2,000,000  |
|        | Visztula–Odera offenzíva     | 25 mm       | 6 g         | 1,8 mm      | Nikkel bevonatú acél |                 | 2014      | 2,000,000  |
|        | Bécsi csata                  | 25 mm       | 6 g         | 1,8 mm      | Nikkel bevonatú acél |                 | 2014      | 2,000,000  |
|        | Budapest ostroma             | 25 mm       | 6 g         | 1,8 mm      | Nikkel bevonatú acél |                 | 2014      | 2,000,000  |
|        | Berlini csata                | 25 mm       | 6 g         | 1,8 mm      | Nikkel bevonatú acél |                 | 2014      | 2,000,000  |
|        | Moszkvai csata               | 25 mm       | 6 g         | 1,8 mm      | Nikkel bevonatú acél |                 | 2014      | 2,000,000  |
|        | Sztálingrádi csata           | 25 mm       | 6 g         | 1,8 mm      | Nikkel bevonatú acél |                 | 2014      | 2,000,000  |
|        | Kaukázusi csata              | 25 mm       | 6 g         | 1,8 mm      | Nikkel bevonatú acél |                 | 2014      | 2,000,000  |
|        | Kurszki csata                | 25 mm       | 6 g         | 1,8 mm      | Nikkel bevonatú acél |                 | 2014      | 2,000,000  |
|        | Dnyeperi csata               | 25 mm       | 6 g         | 1,8 mm      | Nikkel bevonatú acél |                 | 2014      | 2,000,000  |
|        | Dnyeper-Kárpát offenzíva     | 25 mm       | 6 g         | 1,8 mm      | Nikkel bevonatú acél |                 | 2014      | 2,000,000  |
|        | Leningrád ostroma            | 25 mm       | 6 g         | 1,8 mm      | Nikkel bevonatú acél |                 | 2014      | 2,000,000  |
|        | Bagratyion hadművelet        | 25 mm       | 6 g         | 1,8 mm      | Nikkel bevonatú acél |                 | 2014      | 2,000,000  |
|        | Lviv–Sandomierz offenzíva    | 25 mm       | 6 g         | 1,8 mm      | Nikkel bevonatú acél |                 | 2014      | 2,000,000  |
|        | Jászvásár-Kisinyov offenzíva | 25 mm       | 6 g         | 1,8 mm      | Nikkel bevonatú acél |                 | 2014      | 2,000,000  |